# Discografia dei Death
La discografia dei Death, gruppo musicale statunitense fondato nel 1984 dal cantante e chitarrista Chuck Schuldiner e scioltosi nel 1999, è composto da sette album in studio, dieci album dal vivo, una raccolta, tre DVD e diversi bootleg e demo.

## Album

### Album in studio
- 1987 – Scream Bloody Gore
- 1988 – Leprosy
- 1990 – Spiritual Healing
- 1991 – Human
- 1993 – Individual Thought Patterns
- 1995 – Symbolic
- 1998 – The Sound of Perseverance

### Album dal vivo
- 2001 – Live in L.A. (Death & Raw)
- 2001 – Live in Eindhoven
- 2012 – Vivus!
- 2020 – Montreal 06.22.1995
- 2020 – New Rochelle, NY 12.03.1988
- 2020 – Belgium 12.23.1991
- 2020 – Tijuana 10.06.1990
- 2020 – Tampa, FL 02.10.1989
- 2020 – Showcase Theater, California 07.14.1995
- 2020 – Detroit, MI 1993

### Raccolte
- 1992 – Fate: The Best of Death

### Demo
- 1983 – Death by Metal
- 1984 – Reign of Terror
- 1984 – Live at Ruby's Pub
- 1985 – Infernal Death
- 1985 – Rigor Mortis
- 1985 – Back from the Dead
- 1985 – Infernal Live
- 1986 – Mutilation

## Singoli
- 1993 – The Philosopher
- 1995 – Empty Words
- 1998 – Spirit Crusher

## Videografia

### DVD
- 1998 – Live in L.A. (Death & Raw)
- 2001 – Live in Eindhoven
- 2005 – Live in Cottbus '98

### Video musicali
- 1991 – Lack of Comprehension
- 1993 – The Philosopher

### Bootleg
- 1989 – Live in Houston
- 1993 – Live in Florence
- 1998 – Live in Music Hall